# Luiz Araújo
Luiz de Araújo Guimarães Neto (Taquaritinga, 2 juni 1996) is een Braziliaans voetballer die doorgaans speelt als linksbuiten. In juli 2023 verruilde hij Atlanta United voor Flamengo.

## Clubcarrière
Araújo speelde in de jeugd van Mirassol en São Paulo en brak ook door bij die laatste club. Op 5 juni 2016 maakte hij zijn professionele debuut voor São Paulo, toen op bezoek bij Cruzeiro met 0–1 gewonnen werd door een treffer van Ytalo. Araújo mocht van coach Edgardo Bauza in de vierenzeventigste minuut invallen voor de doelpuntenmaker. De vleugelspeler kwam in een jaar in het eerste elftal tot zesentwintig competitiewedstrijden, waarin hij viermaal trefzeker was.
Lille nam de Braziliaan in de zomer van 2017 over voor circa tienenhalf miljoen euro. Hij zette zijn handtekening onder een verbintenis voor de duur van vijf seizoenen. Na vier seizoenen vertrok hij weer. Voor ongeveer hetzelfde bedrag als waarvoor hij kwam nam Atlanta United de Braziliaan over. Na twee jaar in de Verenigde Staten keerde Araújo terug in Brazilië, nadat Flamengo circa negen miljoen euro voor hem betaalde en hem een contract voor vierenhalf jaar voorschotelde.

## Clubstatistieken
| Seizoen | Club           | Competitie          | Competitie | Competitie | Beker | Beker | Internationaal | Internationaal | Totaal | Totaal |
| Seizoen | Club           | Competitie          | Wed.       | Dlp.       | Wed.  | Dlp.  | Wed.           | Dlp.           | Wed.   | Dlp.   |
| ------- | -------------- | ------------------- | ---------- | ---------- | ----- | ----- | -------------- | -------------- | ------ | ------ |
| 2016    | São Paulo      | Série A             | 22         | 2          | 2     | 0     | 1              | 0              | 25     | 2      |
| 2017    | São Paulo      | Série A             | 19         | 5          | 4     | 2     | 1              | 0              | 24     | 9      |
| 2017/18 | Lille          | Ligue 1             | 34         | 5          | 2     | 1     | —              | —              | 36     | 6      |
| 2018/19 | Lille          | Ligue 1             | 25         | 3          | 4     | 1     | —              | —              | 29     | 4      |
| 2019/20 | Lille          | Ligue 1             | 21         | 2          | 6     | 2     | 6              | 0              | 33     | 4      |
| 2020/21 | Lille          | Ligue 1             | 28         | 4          | 3     | 0     | 6              | 0              | 37     | 4      |
| 2021/22 | Lille          | Ligue 1             | 0          | 0          | 1     | 0     | 0              | 0              | 1      | 0      |
| 2021    | Atlanta United | Major League Soccer | 16         | 4          | 0     | 0     | —              | —              | 16     | 4      |
| 2022    | Atlanta United | Major League Soccer | 28         | 4          | 2     | 2     | —              | —              | 30     | 6      |
| 2023    | Atlanta United | Major League Soccer | 16         | 3          | 1     | 0     | —              | —              | 17     | 3      |
| 2023    | Flamengo       | Série A             | 20         | 3          | 5     | 0     | 1              | 0              | 26     | 3      |
| 2024    | Flamengo       | Série A             | 36         | 4          | 6     | 1     | 8              | 1              | 50     | 6      |
| Totaal  | Totaal         | Totaal              | 265        | 41         | 36    | 9     | 23             | 1              | 324    | 51     |

Bijgewerkt op 14 november 2024.

## Erelijst
| Competitie            |           |           |           |           |
| Competitie            | Aantal    | Jaren     |           |           |
| Lille OSC             | Lille OSC | Lille OSC | Lille OSC | Lille OSC |
| --------------------- | --------- | --------- | --------- | --------- |
| Ligue 1               | 1         | 2020/21   |           |           |
| Trophée des Champions | 1         | 2021      |           |           |
| Flamengo              |           |           |           |           |
| Copa do Brasil        | 1         | 2024      |           |           |
| Campeonato Carioca    | 1         | 2024      |           |           |